# Liste antiker Ortsnamen und geographischer Bezeichnungen/Cy
| Lateinischer Name | Griechischer Name       | Beschreibung                                          | Heute                                                                  | Quellen und Verweise | Lage |
| ----------------- | ----------------------- | ----------------------------------------------------- | ---------------------------------------------------------------------- | -------------------- | ---- |
| Cyane             | Κυάνη (Kyanē)           | Quelle und Fluss auf Sizilien                         | Ciane, Quelle etwa 7 km südwestlich des Stadtzentrums von Syrakus      | Smith;               |      |
| Cyaneae           |                         |                                                       |                                                                        | Smith;               |      |
| Cyaneae Insulae   |                         |                                                       |                                                                        | Smith;               |      |
| Cyaneus           |                         |                                                       |                                                                        | Smith;               |      |
| Cyathus           | Κύαθος (Kyathos)        | Fluss in Akarnanien                                   | Nebenfluss des Acheloos, vermutlich der Dimikos                        | Smith;               |      |
| Cybeleia          |                         |                                                       |                                                                        | Smith;               |      |
| Cybistra          | Κύβιστρα (Kybistra)     | Stadt in Kappadokien                                  | Ereğli in der Türkei                                                   | Smith;               |      |
| Cyclades          | Κυκλάδες (Kyklades)     | Inselgruppe in der Ägäis                              | Kykladen                                                               | Smith;               |      |
| Cycloborus        |                         |                                                       |                                                                        | Smith;               |      |
| Cydathenaeum      |                         |                                                       |                                                                        | Smith;               |      |
| Cydnus            | Κύδνος (Kydnos)         | Fluss in Kilikien                                     | Berdan Çayı                                                            | Smith;               |      |
| Cydonia           | Κυδωνία (Kydōnia)       | Stadt auf Kreta                                       | Chania                                                                 | Smith;               |      |
| Cydrara           |                         |                                                       |                                                                        | Smith;               |      |
| Cyinda            |                         |                                                       |                                                                        | Smith;               |      |
| Cyiza             |                         |                                                       |                                                                        | Smith;               |      |
| Cylipenus Sinus   |                         |                                                       |                                                                        | Smith;               |      |
| Cyllandus         |                         |                                                       |                                                                        | Smith;               |      |
| Cyllene           |                         |                                                       |                                                                        | Smith;               |      |
| Cyme              | Κύμη (Kymē)             | Stadt in Äolien                                       | bei Aliağa in der Türkei                                               | Smith;               |      |
| Cymine            |                         |                                                       |                                                                        | Smith;               |      |
| Cynaetha          |                         |                                                       |                                                                        | Smith;               |      |
| Cynamolgi         |                         |                                                       |                                                                        | Smith;               |      |
| Cyne              |                         |                                                       |                                                                        | Smith;               |      |
| Cyneticum Littus  |                         |                                                       |                                                                        | Smith;               |      |
| Cynia Lacus       |                         |                                                       |                                                                        | Smith;               |      |
| Cynopolis         |                         |                                                       |                                                                        | Smith;               |      |
| Cynosarges        |                         |                                                       |                                                                        | Smith;               |      |
| Cynoscephalae     |                         |                                                       |                                                                        | Smith;               |      |
| Cynossema         |                         |                                                       |                                                                        | Smith;               |      |
| Cynossema         |                         |                                                       |                                                                        | Smith;               |      |
| Cynosura          |                         |                                                       |                                                                        | Smith;               |      |
| Cynthus           |                         |                                                       |                                                                        | Smith;               |      |
| Cynuria           |                         |                                                       |                                                                        | Smith;               |      |
| Cynuria           |                         |                                                       |                                                                        | Smith;               |      |
| Cynus             | Κῦνος (Kynos)           | Hafenstadt der Lokris Opuntia                         | Livanates in der Präfektur Fthiotida in Mittelgriechenland             | Smith;               |      |
| Cyon              |                         |                                                       |                                                                        | Smith;               |      |
| Cypaera           |                         |                                                       |                                                                        | Smith;               |      |
| Cyparissia        | Κυπαρισσία (Kyparissia) | Stadt an der Westküste von Messenien                  | Kyparissia in Griechenland                                             | Smith (1);           |      |
| Cyparissium       |                         |                                                       |                                                                        | Smith;               |      |
| Cyparissius Sinus |                         |                                                       |                                                                        | Smith;               |      |
| Cyparissus        |                         | siehe Anticyra                                        |                                                                        |                      |      |
| Cypasis           |                         |                                                       |                                                                        | Smith;               |      |
| Cyphanta          |                         |                                                       |                                                                        | Smith;               |      |
| Cyphara           |                         |                                                       |                                                                        | Smith;               |      |
| Cyphus            |                         |                                                       |                                                                        | Smith;               |      |
| Cyprus            | Κύπρος (Kypros)         | Insel im östlichen Mittelmeer                         | Zypern                                                                 | Smith;               |      |
| Cypsela           | Κύψελα (Kypsela)        | Stadt in Thrakien                                     | İpsala in der Türkei                                                   | Smith;               |      |
| Cypsela           | Κύψελα (Kypsela)        | Festung in der Region Parrhasia im südlichen Arkadien |                                                                        | Smith;               |      |
| Cyptasia          |                         |                                                       |                                                                        | Smith;               |      |
| Cyra              |                         | siehe Cyropolis                                       |                                                                        |                      |      |
| Cyraunis          |                         |                                                       |                                                                        | Smith;               |      |
| Cyrbe             |                         |                                                       |                                                                        | Smith;               |      |
| Cyrenaei          |                         |                                                       |                                                                        | Smith;               |      |
| Cyrenaica         | Κυρηναία (Kyrēnaia)     | Landschaft und Provinz in Nordafrika                  | Kyrenaika in Libyen                                                    | Smith;               |      |
| Cyrene            | Κυρήνη (Kyrēnē)         | griechische Kolonie in Nordafrika                     | Tal im Hochland des Al-Dschabal al-Achdar                              | Smith;               |      |
| Cyrene            | Κυρήνη (Kyrēnē)         | Siedlung von Massalia                                 | möglicherweise La Couronne, Ortsteil der Stadt Martigues in Frankreich | Smith;               |      |
| Cyreschata        |                         | siehe Cyropolis                                       |                                                                        |                      |      |
| Cyretiae          |                         |                                                       |                                                                        | Smith;               |      |
| Cyri Campus       |                         |                                                       |                                                                        | Smith;               |      |
| Cyri Castra       |                         |                                                       |                                                                        | Smith;               |      |
| Cyrnus            |                         |                                                       |                                                                        | Smith;               |      |
| Cyropolis         | Κυρόπολις (Kyropolis)   | Stadt am Jaxartes                                     | möglicherweise Kurkat in Tadschikistan                                 | Smith;               |      |
| Cyrrhestica       |                         |                                                       |                                                                        | Smith;               |      |
| Cyrrhus           | Κύρρος (Kyrrhos)        | Stadt in Makedonien                                   | Kyrros, Gemeindebezirk von Pella in Nordgriechenland                   | Smith (1);           |      |
| Cyrrhus           | Κύρρος (Kyrrhos)        | Stadt in Syrien                                       | Nebi Huri in Syrien                                                    | Smith (2);           |      |
| Cyrta             |                         |                                                       |                                                                        | Smith;               |      |
| Cyrtii            |                         |                                                       |                                                                        | Smith;               |      |
| Cyrtones          |                         |                                                       |                                                                        | Smith;               |      |
| Cyrus             | Κῦρος (Kyros)           | Fluss im Kaukasus                                     | Kura in Aserbaidschan                                                  | Smith (1);           |      |
| Cyrus             | Κῦρος (Kyros)           | Fluss in der Persis                                   | Pulvār im Iran                                                         | Smith (3);           |      |
| Cysa              |                         |                                                       |                                                                        | Smith;               |      |
| Cyssus            |                         |                                                       |                                                                        | Smith;               |      |
| Cytae             |                         |                                                       |                                                                        | Smith;               |      |
| Cythera           |                         |                                                       |                                                                        | Smith;               |      |
| Cytherius         |                         |                                                       |                                                                        | Smith;               |      |
| Cytherum          |                         |                                                       |                                                                        | Smith;               |      |
| Cytherus          |                         |                                                       |                                                                        | Smith;               |      |
| Cythnus           |                         |                                                       |                                                                        | Smith;               |      |
| Cytinium          |                         |                                                       |                                                                        | Smith;               |      |
| Cytonium          |                         |                                                       |                                                                        | Smith;               |      |
| Cytorus           |                         |                                                       |                                                                        | Smith;               |      |
| Cyzicus           | Κύζικος (Kyzikos)       | Stadt in Mysien                                       | Balız bei Erdek in der Provinz Balıkesir in der Türkei                 | Smith;               |      |
| Cyzistra          | Κύζιστρα (Kyzistra)     | Ort in Kappadokien                                    | Yeşilhisar                                                             | Smith;               |      |